# Couture (Fluss)
Die Couture (französisch: Ruisseau de la Couture) ist ein Fluss in Frankreich, der in der Region Nouvelle-Aquitaine verläuft. Sie entspringt unter dem Namen Guidier im südwestlichen Gemeindegebiet von Aubigné, entwässert generell in südöstlicher Richtung und mündet nach rund 25 Kilometern im Gemeindegebiet von Aigre, als rechter Nebenfluss in die Aume.
Auf ihrem Weg durchquert die Couture die Départements Deux-Sèvres und Charente.

## Orte am Fluss
(Reihenfolge in Fließrichtung)
- Le Pas des Chaumes, Gemeinde Aubigné
- Prémorin, Gemeinde Aubigné
- Échorigné, Gemeinde Villemain
- Guidier, Gemeinde Villemain
- Couture-d’Argenson
- Les Gours
- Richard, Gemeinde Saint-Fraigne
- Germeville, Gemeinde Oradour
- L’Ouche, Gemeinde Aigre